# Boussac (Creuse)
Boussac (okzitanisch Boçac) ist eine französische Gemeinde mit 1239 Einwohnern (Stand 1. Januar 2022) im Département Creuse in der Region Nouvelle-Aquitaine. Sie gehört zum Arrondissement Aubusson, und zum Kanton Boussac. Die Einwohner nennen sich Boussaquins.

## Geographie
Die Gemeinde Boussac liegt etwa 33 Kilometer nordöstlich von Guéret am nördlichen Ufer der Petite Creuse und ist im Norden von Boussac-Bourg und im Süden von Saint-Silvain-Bas-le-Roc umgeben. Der Abzweig von der Bahnstrecke Montluçon – Saint-Sulpice-Laurière und der Bahnhof an diesem Fluss sind mittlerweile stillgelegt.

## Geschichte
Der Name der Gemeinde leitet sich vom lateinischen Bociacum (Haus des Bocius). Ab dem 12. Jahrhundert herrschte die Familie de Brosse über die Gegend. Die bekanntesten Vertreter waren Jean I. de Brosse (Marschall Frankreichs) und Jean II. de Brosse. Das Château Boussac wurde im 15. Jahrhundert errichtet und war mehrfach Wohnsitz von George Sand.
Vin 1800 bis 1826 war Boussac Sitz der Unterpräfektur des ehemaligen Arrondissements Boussac mit den Kantonen Boussac, Chambon, Châtelus und Jarnages.

### Wappen
Blasonierung: In Blau drei goldene Garben rot gebunden.

### Bevölkerungsentwicklung
| Jahr                       | 1962 | 1968 | 1975 | 1982 | 1990 | 1999 | 2006 | 2016 |
| Einwohner                  | 1514 | 1557 | 1933 | 1852 | 1652 | 1602 | 1436 | 1267 |
| Quellen: Cassini und INSEE |      |      |      |      |      |      |      |      |

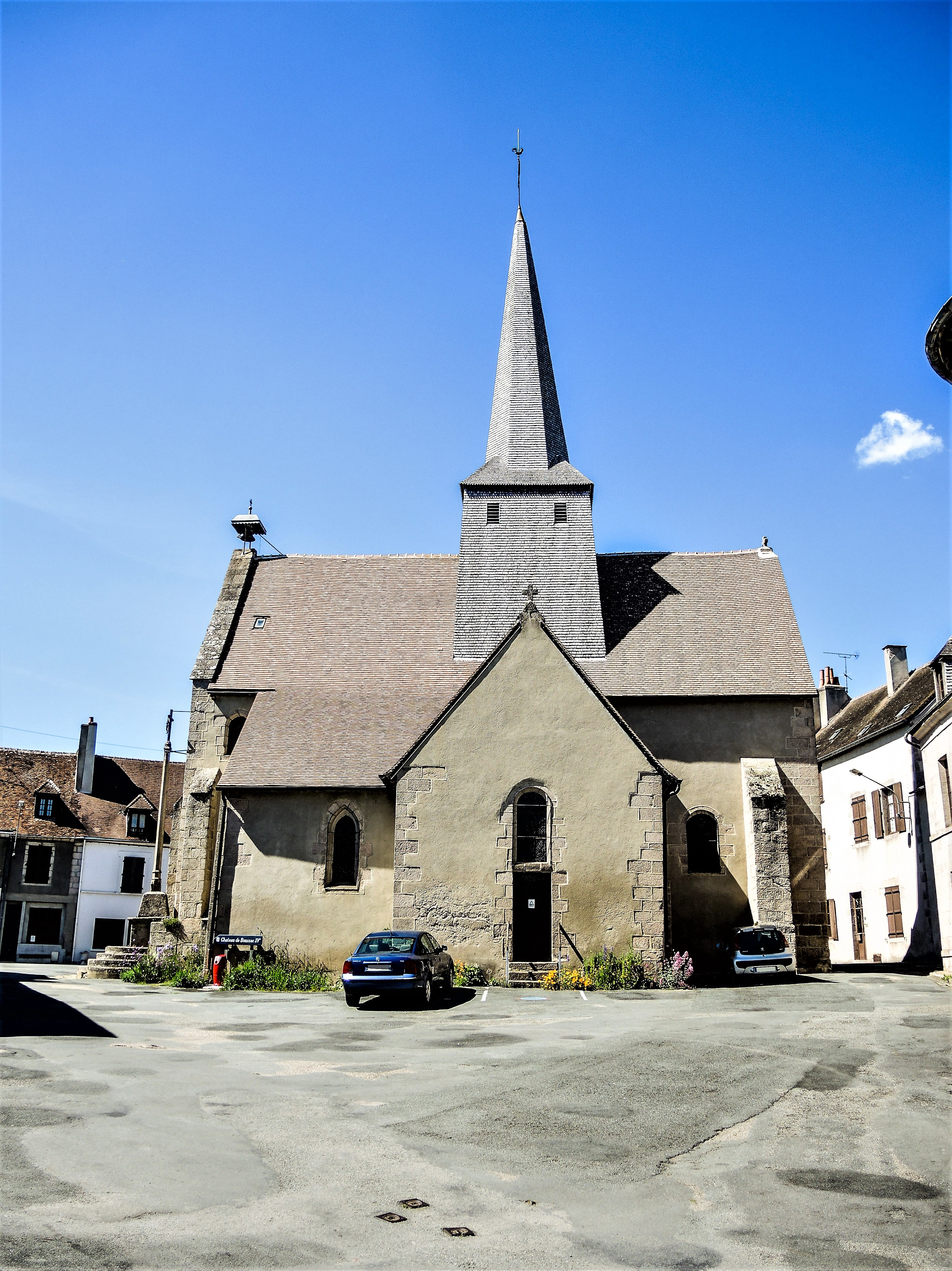
Kirche St. Anna
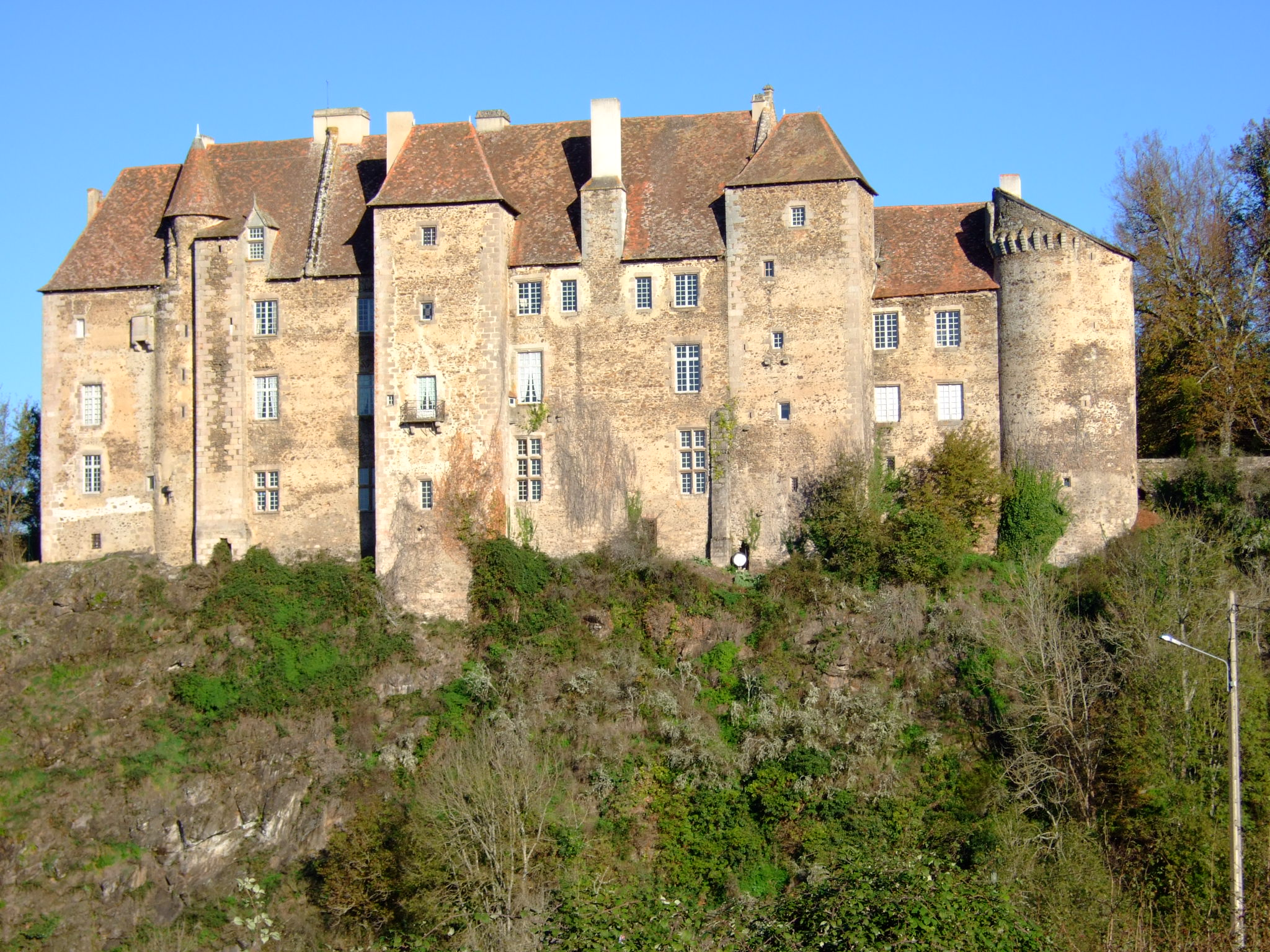
Schloss Boussac

## Persönlichkeiten
- Pierre Leroux (1797–1871), Philosoph und Bürgermeister von Boussac